# Tardinghen
Tardinghen (Nederlands: Terdingem) is een gemeente in het Franse departement Pas-de-Calais (regio Hauts-de-France). De gemeente telt 127 inwoners (1999) en maakt deel uit van het arrondissement Boulogne-sur-Mer.

## Geschiedenis
De oudste vermelding van de plaatsnaam is van 1070 als Terdingehem, later ook Tertingahem en Terdengehem. Het gaat om een eigennaam, gevolgd door -hem, woonplaats.
De kerk van Tardinghen had die van Inghen als hulpkerk.
Op het eind van het ancien régime werd Tardinghen een gemeente, waarin ook Inghen werd ondergebracht.

## Geografie
De gemeente ligt aan de Kanaalkust, aan de baai van Wissant tussen Cap Blanc-Nez (Nederlands: Kaap Blankenes) en Cap Gris-Nez (Nederlands: Kaap Zwartenes). De oppervlakte van Tardinghen bedraagt 9,0 km², de bevolkingsdichtheid is 14,1 inwoners per km². In het oosten van de gemeente ligt het gehucht Inghen.
De onderstaande kaart toont de ligging van Tardinghen met de belangrijkste infrastructuur en aangrenzende gemeenten.
De hoogte bedraagt 1-96 meter. Een deel van de gemeente is moerassig, ook vindt men veengrond en in het moeras achter de duinen is rietland te vinden. Verder is er de falaise morte de Tardinghen, een klif dat niet meer door de zee wordt geërodeerd. Ten westen van Tardinghen ligt Cap Gris-nez.

## Bezienswaardigheden
- De Sint-Martinuskerk (Église Saint-Martin). De bronzen klok uit 1605 werd geklasseerd als monument historique in 1911.

## Demografie
Onderstaande figuur toont het verloop van het inwonertal (bron: INSEE-tellingen).

## Cultuur

### Streekproducten
- 2 Caps, een blond bier van hoge gisting.

## Politiek
Burgemeesters van Tardinghen waren:
- 1971-2008 : Paul Cousin
- 2008-... : Thibaut Segard

## Nabijgelegen kernen
Audinghen, Audembert, Wissant